# همسلوه
همسلوه (به آلمانی: Hemsloh) یک شهر در آلمان است که در دیفولتس واقع شده‌است. همسلوه ۶۴۹ نفر جمعیت دارد.